# Adam Kszczot
Adam Kszczot (* 2. September 1989 in Opoczno) ist ein ehemaliger polnischer Mittelstreckenläufer, der sich auf die 800-Meter-Strecke spezialisiert hat. Mit sechs Europameistertiteln im Freien und in der Halle sowie einem Hallenweltmeisterschaftstitel 2018 zählt er zu den erfolgreichsten europäischen Mittelstreckenläufern.

## Sportliche Laufbahn
Erste internationale Erfahrungen sammelte Adam Kszczot im Jahr 2007, als er bei den Junioreneuropameisterschaften in Hengelo in 1:48,10 min die Bronzemedaille gewann. Im Jahr darauf belegte er bei den Juniorenweltmeisterschaften im heimischen Bydgoszcz in 1:47,91 min den vierten Platz und 2009 startete er erstmals bei den Halleneuropameisterschaften in Turin und erreichte dort nach 1:49,52 min auf Anhieb Rang vier. Im Juli siegte er dann in 1:45,81 min bei den U23-Europameisterschaften in Kaunas und setzte sich damit gegen seinen Landsmann Marcin Lewandowski durch. Zudem qualifizierte er sich für die Weltmeisterschaften in Berlin und schied dort mit 1:46,33 min im Halbfinale aus. 2010 gewann er bei den Hallenweltmeisterschaften in Doha in 1:46,69 min seine erste internationale Medaille im Erwachsenenbereich und musste sich dabei als Dritter dem Sudanesen Abubaker Kaki und Boaz Kiplagat Lalang aus Kenia geschlagen geben. Auch bei den Europameisterschaften in Barcelona Ende Juli gewann er in 1:47,22 min die Bronzemedaille hinter Landsmann Marcin Lewandowski und dem Briten Michael Rimmer. 2011 siegte er dann in 1:47,87 min bei den Halleneuropameisterschaften in Paris und verteidigte dann im Juli bei den U23-Europameisterschaften in Ostrava in 1:46,71 min seinen Titel über 800 Meter. Daraufhin gelangte er bei den Weltmeisterschaften im südkoreanischen Daegu erstmals bis ins Finale und belegte dort in 1:45,25 min den sechsten Platz. Im Jahr darauf verbesserte er in Liévin den polnischen Hallenrekord auf 1:44,57 min und klassierte sich kurz darauf bei den Hallenweltmeisterschaften in Istanbul mit 1:49,16 min auf dem vierten Platz. Im Juli siegte er in 1:44,49 min beim London Grand Prix und im August erreichte er bei seinen ersten Olympischen Spielen ebendort das Halbfinale, in dem er mit 1:45,31 min ausschied.
Im März 2013 gewann er bei den Halleneuropameisterschaften im schwedischen Göteborg in 1:48,69 min erneut die Goldmedaille im 800-Meter-Lauf. Im Sommer erreichte er bei den Weltmeisterschaften in Moskau das Halbfinale und schied dort mit 1:45,68 min aus. Im Jahr darauf gewann er dann bei den Hallenweltmeisterschaften im heimischen Sopot in 1:46,76 min die Silbermedaille und musste sich damit nur dem Äthiopier Mohammed Aman geschlagen geben. Anschließend wurde er bei den World Relays auf den Bahamas in 7:08,69 min Zweiter mit der polnischen 4-mal-800-Meter-Staffel hinter dem Team aus Kenia und erreichte mit der 4-mal-1500-Meter-Staffel nach 15:05,70 min Rang sechs. Mitte August siegte er in 1:44,15 min erstmals bei den Europameisterschaften in Zürich und siegte kurz darauf auch beim Bauhaus-Galan in Stockholm in 1:45,25 min. Beim ISTAF Berlin wurde er in 1:44,02 min Dritter und beim Saisonfinale der IAAF Diamond League, dem Memorial Van Damme in Brüssel siegte er in 2:15,72 min im 1000-Meter-Lauf, ehe er beim Leichtathletik-Continentalcup in Marrakesch in 1:45,72 min Dritter hinter dem Botswaner Nijel Amos und Mohammed Aman aus Äthiopien. Bei den IAAF World Relays 2015 in Nassau wurde er mit der 4-mal-800-Meter-Staffel in 7:09,98 min erneut Zweiter, diesmal hinter den Vereinigten Staaten und mit der Distanz-Staffel wurde er nach 9:24,07 min Vierter. Anfang Juni erreichte er beim British Athletics Birmingham Grand Prix in 1:47,03 min Rang zwei und im Juli wurde er beim London Grand Prix in 1:44,85 min Dritter. Im August gelangte er bei den Weltmeisterschaften in Peking bis in das Finale und gewann dort in 1:46,08 min die Silbermedaille hinter dem kenianischen Olympiasieger und Weltrekordhalter David Rudisha. Anschließend siegte er in 1:45,55 min bei Weltklasse Zürich und in 1:45,12 min auch beim Memorial Van Damme. Zudem wurde er beim ISTAF in 1:44,22 min Zweiter und siegte zum Saisonabschluss bei der IAAF World Challenge in Rieti in 1:44,82 min. In der Hallensaison 2016 blieb er über 800 Meter ungeschlagen, verzichtete aber auch auf einen Start bei den Hallenweltmeisterschaften in Portland. Mitte Juni wurde er in 1:45,41 min Dritter beim BAUHAUS-Galan und kurz darauf verteidigte er bei den Europameisterschaften in Amsterdam in 1:45,18 min seinen Titel über 800 Meter. Nach einem zweiten Platz beim Herculis erreichte er im August bei den Olympischen Spielen in Rio de Janeiro erneut das Halbfinale, in dem er mit 1:44,70 min ausschied. Daraufhin wurde er beim ISTAF in 1:45,01 min Dritter und siegte zum Saisonabschluss in 1:44,36 min beim Memorial Van Damme in Brüssel.
2017 siegte Kszczot in 1:48,87 min bei Halleneuropameisterschaften in Belgrad und sicherte sich damit nach 2011 und 2013 seinen dritten europäischen Hallentitel im 800-Meter-Lauf. Anschließend wurde er bei den World Relays auf den Bahamas in 7:18,74 min Dritter hinter den USA und Kenia. Anfang Juni siegte er in 1:45,96 min bei der Golden Gala in Rom und im August gewann er bei den Weltmeisterschaften in London mit 1:44,95 min im Finale erneut die Silbermedaille, diesmal hinter dem Franzosen Pierre-Ambroise Bosse. Danach wurde er beim Birmingham Müller Grand Prix in 1:45,28 min Zweiter und beim Memorial Van Damme wurde er nach 1:44,84 min Dritter. Im Jahr darauf nahm er an den Hallenweltmeisterschaften in Birmingham teil und siegte dort in 1:47,47 min. Anfang Juni wurde er beim BAUHAUS-galan in 2:16,58 min Dritter über 1000 Meter und im August sicherte er sich bei den Europameisterschaften in Berlin in 1:44,59 min seine dritte Goldmedaille in Folge bei den Freiluftmeisterschaften. 2019 konnte er nicht ganz an das Niveau der Vorsaison anknüpfen und schied dann im Herbst bei den Weltmeisterschaften in Doha mit 1:45,22 min im Halbfinale aus. 2021 wurde er bei den Halleneuropameisterschaften in Toruń in 1:47,23 min Vierter und verpasste damit knapp den Gewinn einer weiteren Medaille. Nach einer durchwachsenen Freiluftsaison verpasste er die Qualifikation für die Olympischen Sommerspiele und verkündete dann im Februar 2022 sein Karriereende im Alter von 32 Jahren.
In den Jahren 2009 und 2010, 2012, 2014 und 2015 wurde Kszczot polnischer Meister über 800 Meter sowie 2017 und 2018 im 1500-Meter-Lauf. Zudem siegte er 2020 in der 4-mal-400-Meter-Staffel. In der Halle siegte er in den Jahren 2009 und 2010, 2014, 2017 und 2018 über 800 Meter.

## Persönliche Bestzeiten
- 600 Meter: 1:14,55 min, 5. August 2009 in Lahti
  - 600 Meter (Halle): 1:15,26 min, 5. Februar 2012 in Moskau
- 800 Meter: 1:43,30 min, 10. September 2011 in Rieti
  - 800 Meter (Halle): 1:44,57 min, 14. Februar 2012 in Liévin (polnischer Rekord)
- 1000 Meter: 2:15,72 min, 5. September 2014 in Brüssel
  - 1000 Meter (Halle): 2:26,11 min, 10. Januar 2009 in Łódź
- 1500 Meter: 3:38,31 min, 23. Juli 2017 in Białystok